# Fenylsodík
Fenylsodík je organická sloučenina se vzorcem C6H5Na.
Poprvé byl izolován v roce 1903. I když má podobné vlastnosti jako fenylmagnesiumbromid, tak se používá mnohem méně často.

## Příprava
Existenci fenylsodíku navrhl August Kekulé poté, co pozoroval vznik benzoanu sodného reakcí brombenzenu se sodíkem v atmosféře oxidu uhličitého.

### Transmetalace
Prvním způsobem přípravy fenylsodíku byla reakce difenylrtuti se sodíkem; produkt vytvořil suspenzi:
(C6H5)2Hg + 3 Na → 2 C6H5Na + NaHg
K získání fenylsodíku je také možné použít Šoriginovu reakci, kde reaguje alkylsodná sloučenina s benzenem:
RNa + C6H6 → RH + C6H5Na
Při použití tohoto postupu může také dojít k navázání druhého sodíku, které probíhá do poloh meta a para; objev této skutečnosti výrazně navýšil zájem o některé alkylsodné sloučeniny, jako je n-amylsodík.

### Podvojná záměna kovu a halogenu
Častým způsobem přípravy fenylsodíku je reakce práškového sodíku s brombenzenem:
C6H5Br + 2 Na → C6H5Na + NaBr
Výtěžnost této reakce snižuje tvorba difenylsodíku reakcí fenylsodíku s použitým arylhalogenidem.

### Výměna lithia
Novější syntéza spočívá v reakci fenyllithia a terc-butoxidu sodného (NaOtBu):
C6H5Li + NaOtBu → C6H5Na + LiOtBu

## Vlastnosti a struktura

Struktura aduktu fenylsodíku s N,N,N′,N′′,N′′-pentamethyldiethylentriaminem (PMDTA); atomy vodíku pro přehlednost nejsou znázorněny.

První vzorky fenylsodíku, připravené z organortuťových sloučenin, měly světle hnědé zbarvení; Wilhelm Schlenk ale zjistil, že byly kontaminované sodným amalgámem, odstřeďováním poté získal čistý fenylsodík, který měl podobu světle žlutého amorfního, snadno vznítitelného, prášku.
Podobně jako u fenyllithia byly získány krystalické adukty této sloučeniny s N,N,N′,N′′,N′′-pentamethyldiethylentriaminem (PMDTA). Zatímco adukt fenyllithia má monomerní strukturu, tak adukt fenylsodíku vytváří dimer, což je způsobeno větším atomovým poloměrem sodíku.
Komplexy fenylsodíku s hořečnatými alkoxidy, například 2-ethoxyethoxidem (Mg(OCH2CH2OEt)2), jsou rozpustné v benzenu. Komplex vzniká touto reakcí:
NaPh + Mg(OCH2CH2OEt)2 → Na2MgPh2(OCH2CH2OEt)2
Fenylsodík si i v komplexech zachovává fenylační a metalační vlastnosti. Komplex je v benzenu velmi stálý a reaktivita se nesnižuje ani po měsících skladování.
K úpravě vlastností fenylsodíku lze použít fenyllithium. Fenylsodík obvykle s diethyletherem prudce reaguje, ale Georg Wittig zjistil, že při přípravě PhNa s PhLi v etheru vzniká komplex (C6H5Li)(C6H5Na)n. Fenylsodíková složka tohoto komplexu reaguje přednostně před fenyllithiem, které tak vysoce reaktivní sloučeninu sodíku stabilizuje. Komplex je možné izolovat jako krystalickou látku, rozpustnou v diethyletheru a v roztoku stálou na vzduchu po dobu několika dnů. Fenyllithium dokáže stabilizovat fenylsodík v poměru Li:Na až 1:24, kdy vzniká nerozpustný produkt, ovšem stále použitelný pro reakce.

## Reakce
První reakce využívající fenylsodík byly známy již v polovině 19. století. Je známo mnoho takových reakcí.

### Křížová párování
Reakcí s bromethanem vzniká ethylbenzen:
NaPh + BrEt → PhEt + NaBr
Obdobnou reakcí je možné připravit bifenyl:
NaPh + PhBr → Ph-Ph + NaBr
Reakcí benzylchloridu s fenylsodíkem se vytváří difenylmethan a (E)-stilben. Difenylmethan je očekávatelným produktem substituce chloridem. Tvorba stilbenu naznačuje vytváření radikálových meziproduktů podobných těm vyskytujícím se ve Wurtzově-Fittigově reakci.
S benzoylchloridem vytváří fenylsodík, po hydrolýze, trifenylkarbinol. Předpokládaným meziproduktem je benzofenon.
2NaPh + PhCOCl → Ph3CONa + NaCl

### Metalace
Metalace pomocí fenylsodíku probíhají podle této obecné rovnice:
PhNa + RH → C6H6 + RNa
Metalace se dá potvrdit působením oxidu uhličitého na produkt, kde vznikne příslušná sodný karboxylát, z něhož po okyselení vznikne karboxylová kyselina:
RNa + CO2 → RCO2Na
Metalace jsou poměrně předvídatelnými reakcemi. Metalací benzenu vzniká fenylsodík, který může metalovat další aromatické sloučeniny, například reakcí s toluenem se vytváří benzylsodík. Metalaci toluenu lze provést přípravou fenylsodíku v toluenu namísto benzenu:
C6H5Cl + 2Na + C6H5CH3 → C6H6 + NaCl + C6H5CH2Na
Benzylsodík může poté vstupovat do nukleofilních adicí. Vznik benzylsodíku je možné potvrdit karboxylací a následnou izolací vzniklé kyseliny fenyloctové.